# Lago Sandoval

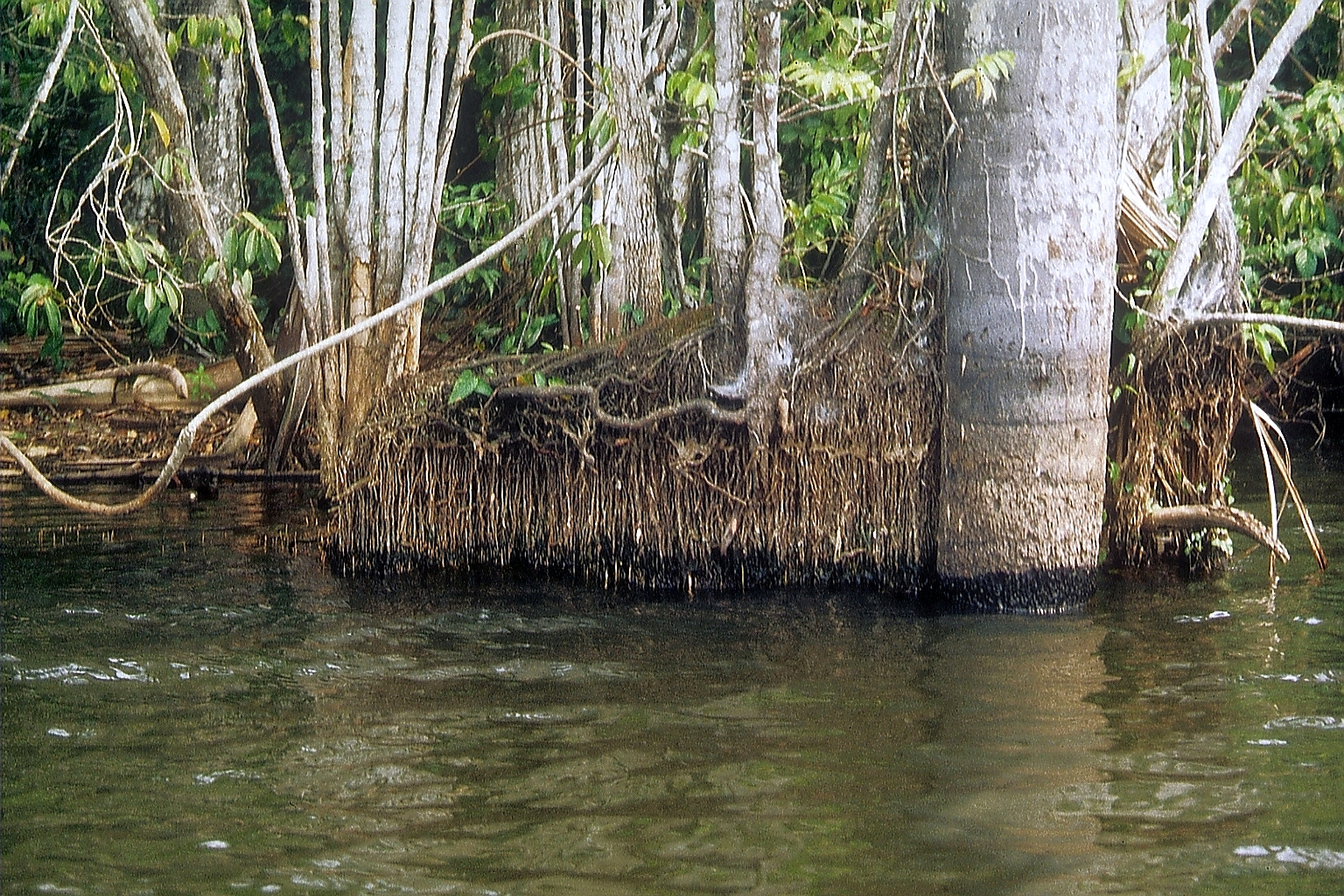
Uferbereich des Lago Sandoval

Der Lago Sandoval ist ein Flachwassersee etwa 10 Kilometer östlich von Puerto Maldonado in der peruanischen Dschungelregion Madre de Dios. Der See ist ein Altwasserarm des Río Madre de Dios. Die Durchschnittstemperatur des etwa 3 Kilometer langen, etwa 1 Kilometer breiten und bis zu 3 Meter tiefen Gewässers beträgt 26 °C.
Erreichbar ist der See flussabwärts von Puerto Maldonado per Boot und anschließend zu Fuß auf einem Wanderweg, Übernachtungen sind in Lodges möglich.
Die Ufervegetation wird von der Aguaje-Palme dominiert. Umgeben ist der See von Schilfflächen und Sümpfen. Zur Fauna des Lago Sandoval zählen viele verschiedene Vogelarten, unter anderen Guacamayos und Kormorane.